# Hlorpropamid
Hlorpropamid je lek iz klase sulfonilureja koji se koristi za lečenje tipa 2 dijabetes melitusa. On je dugotrajno delujuća sulfonilureja. Hlorpropamid ima veći broj nepoželjnih dejstava od drugih sulfonilureja.

## Mehanizam dejstva
Poput drugih sulfonilureja, hlorpropamid deluje putem povećanja sekrecije insulina, tako da je delotvoran samo kod pacijenata koji imaju bar delimično funkcionalne beta ćelije pankreasa. On može da uzrokuje relativno dugotrajnu hipoglikemiju. Iz tog razloga se sulfonilureje sa kraćim vremenom dejstva (gliklazid, tolbutamid) češće koriste. Usled rizika od hipoglikemije ovaj lek se ne smatra dobrim izvorom za primenu kod starijih osoba, kao i kod pacijenata sa blagim do umerenim hepatičkim i renalnim oštećenjima. Hlorpropamid se takođe koristi za lečenje parcijalnog centralnog insipidnog dijabetesa.

## Farmakokinetika
Maksimalna koncentracija u plazmi se dostiže 3 do 5 sati nakon brze i skoro potpune (>90%) resorpcije iz stomaka. Poluživot u plazmi je 36 sati. Lek je efektivan oko 24 sata duže od drugih suflonilureja. Stabilni nivoi u plazmi se postiže nakon tri dana stalne primene. 90% leka se vezuje za proteine plazme. Postoje najmanje dva mesta vezivanja na albuminu. Više od 99% hlorpropamida se izlučuje nepromenjeno putem bubrega. On se prvo filtrira u glomeruli, zatim se reapsorbuje, i konačno se izlučuje u tubularni lumen.

## Literatura
- Dinnendahl V., Fricke U., ур. (2010). Arzneistoff-Profile (на језику: German). 4 (23 изд.). Eschborn, Germany: Govi Pharmazeutischer Verlag. ISBN 978-3-7741-98-46-3.

## Spoljašnje veze
|  | Molimo Vas, obratite pažnju na važno upozorenje u vezi sa temama iz oblasti medicine (zdravlja). |